# Eerste nationale herenhandbal 2002/03
De eerste nationale 2002/03 is de hoogste divisie in het Belgische handbal.

## Teams
| Ploeg                 | Plaats        | Provincie       |
| --------------------- | ------------- | --------------- |
| HC Eynatten           | Eynatten      | Luik            |
| Initia HC Hasselt     | Hasselt       | Limburg         |
| HC Herstal/Ans        | Herstal - Ans | Luik            |
| HBC Izegem            | Izegem        | West-Vlaanderen |
| Sporting Neerpelt     | Neerpelt      | Limburg         |
| OLSE Merksem          | Merksem       | Antwerpen       |
| KV Sasja HC           | Hoboken       | Antwerpen       |
| HC Elckerlyc Tongeren | Tongeren      | Limburg         |
| Union Beynoise        | Beyne-Heusay  | Luik            |
| HC Visé BM            | Wezet         | Luik            |

## Reguliere competitie
| Pos | Club                  | Wed | W  | G | V  | Ptn | DT  | DV  | +/−  | Opmerking                                        |
| --- | --------------------- | --- | -- | - | -- | --- | --- | --- | ---- | ------------------------------------------------ |
| 1   | Sporting Neerpelt     | 18  | 17 | 0 | 1  | 34  | 557 | 426 | 131  | Geplaatst voor play-offs                         |
| 2   | HC Elckerlyc Tongeren | 18  | 14 | 0 | 4  | 28  | 458 | 387 | 71   | Geplaatst voor play-offs                         |
| 3   | HC Eynatten           | 18  | 12 | 1 | 5  | 25  | 466 | 368 | 98   | Geplaatst voor play-offs                         |
| 4   | Initia HC Hasselt     | 18  | 11 | 2 | 5  | 24  | 478 | 403 | 75   | Geplaatst voor play-offs                         |
| 5   | Union Beynoise        | 18  | 9  | 1 | 8  | 19  | 423 | 422 | 1    | Geplaatst voor play-offs                         |
| 6   | HC Herstal/Ans        | 18  | 7  | 3 | 8  | 17  | 422 | 449 | -27  | Geplaatst voor play-offs                         |
| 7   | KV Sasja HC           | 18  | 7  | 2 | 9  | 16  | 460 | 466 | -6   | Geplaatst voor play-down                         |
| 8   | HC Visé BM            | 18  | 4  | 2 | 12 | 10  | 401 | 455 | -54  | Geplaatst voor play-down                         |
| 9   | HBC Izegem            | 18  | 2  | 2 | 14 | 6   | 422 | 574 | -152 | Geplaatst voor play-down                         |
| 10  | OLSE Merksem          | 18  | 0  | 1 | 17 | 1   | 354 | 491 | -137 | Rechtstreeks degradatie naar de tweede nationale |

## Nacompetitie

### Play-down
- HC Maasmechelen '65 als runner-up van de tweede nationale.

| Pos | Club                | Wed | W | G | V | Ptn | DT  | DV  | +/− | Opmerking                           |
| --- | ------------------- | --- | - | - | - | --- | --- | --- | --- | ----------------------------------- |
| 1   | KV Sasja HC         | 5   | 5 | 0 | 0 | 11  | 160 | 120 | 40  |                                     |
| 2   | HC Visé BM          | 5   | 3 | 0 | 2 | 7   | 136 | 128 | 8   |                                     |
| 3   | HC Maasmechelen '65 | 5   | 2 | 0 | 3 | 4   | 136 | 144 | -8  | Promoveert naar de eerste nationale |
| 4   | HBC Izegem          | 5   | 0 | 0 | 5 | 0   | 105 | 145 | -40 | Degradeert naar de tweede nationale |

### Play-offs

#### Groep A
| Pos | Club              | Wed | W | G | V | Ptn | DV  | DT  | +/− | BP | Opmerking                       |
| --- | ----------------- | --- | - | - | - | --- | --- | --- | --- | -- | ------------------------------- |
| 1   | HC Eynatten       | 4   | 4 | 0 | 0 | 10  | 105 | 82  | 23  | +2 | Geplaatst voor de Best of Three |
| 2   | Sporting Neerpelt | 4   | 2 | 0 | 2 | 7   | 110 | 99  | 11  | +3 |                                 |
| 3   | Union Beynoise    | 4   | 0 | 0 | 4 | 1   | 85  | 119 | -34 | +1 |                                 |

#### Groep B
| Pos | Club                  | Ptn | Wed | W | G | V | DV  | DT  | +/− | BP | Opmerking                       |
| --- | --------------------- | --- | --- | - | - | - | --- | --- | --- | -- | ------------------------------- |
| 1   | HC Elckerlyc Tongeren | 9   | 4   | 3 | 0 | 1 | 90  | 87  | 3   | +3 | Geplaatst voor de Best of Three |
| 2   | Initia HC Hasselt     | 6   | 4   | 2 | 0 | 2 | 100 | 97  | 3   | +2 |                                 |
| 3   | HC Herstal/Ans        | 3   | 4   | 1 | 0 | 3 | 95  | 101 | -6  | +1 |                                 |

### Rangschikking wedstrijden

#### 6e en 5e plaats
| Union Beynoise | 34 - 26 | HC Herstal/Ans |

#### 3e en 4e plaats
| Sporting Neerpelt | 32 - 38 | Initia HC Hasselt |

### Best of Three
|  | HC Eynatten | 24 - 22 | HC Elckerlyc Tongeren | Sporthalle Eynatten, Eynatten |
|  |             |         |                       | Sporthalle Eynatten, Eynatten |
|  |             |         |                       | Sporthalle Eynatten, Eynatten |

|  | HC Elckerlyc Tongeren | 28 - 24 | HC Eynatten | KTA 3, Tongeren |
|  |                       |         |             | KTA 3, Tongeren |
|  |                       |         |             | KTA 3, Tongeren |

|  | HC Elckerlyc Tongeren | 19 - 18 | HC Eynatten | KTA 3, Tongeren |
|  |                       |         |             | KTA 3, Tongeren |
|  |                       |         |             | KTA 3, Tongeren |

|                       |
| HC ELCKERLYC TONGEREN |
| 1ste titel            |